# Florencio Ramos
Florencio Ramos Torres (* 24. November 1977 in Aguascalientes) ist ein mexikanischer Straßenradrennfahrer.
Florencio Ramos gewann 2003 die achte Etappe bei der Vuelta a las Americas. In der Saison 2006 konnte er bei der Vuelta a San Luis Potosi die fünfte Etappe für sich entscheiden. 2008 fuhr er bis Juni bei dem mexikanischen Continental Team Canel’s Turbo Mayordomo. Dann wechselte er zu Tecos de la Universidad Autónoma de Guadalajara. Im nächsten Jahr war er auf dem siebten Teilstück bei der Vuelta Mexico erfolgreich.

## Erfolge
2009
- eine Etappe Vuelta Mexico
- Mexikanischer Meister – Straßenrennen

2015
- eine Etappe Vuelta Mexico

## Teams
- 2008 Canel’s Turbo Mayordomo (bis 01.06.)
- 2008 Tecos de la Universidad Autónoma de Guadalajara (ab 01.06.)
- 2009 Tecos de la Universidad Autónoma de Guadalajara
- 2010 Chiapas Tequila Afamado

- 2013 Depredadores Team Chetumal
- 2014 Depredadores Team Chetumal
- 2015 Depredadores Prado Credit